# ACT UP
ACT UP (en español: Actúa) es el acrónimo de la AIDS Coalition to Unleash Power (Coalición del SIDA para desatar el poder), un grupo de acción directa fundado en 1987 para llamar la atención sobre la pandemia de sida y la gente que la padecía, con objeto de conseguir legislaciones favorables, promover la investigación científica y la asistencia a los enfermos, hasta conseguir todas las políticas necesarias para alcanzar el fin de la enfermedad.
ACT UP se fundó en marzo de 1987 en el Centro para la comunicad lésbica, gay, bisexual y transgénero de Nueva York. Se organizó una conferencia en la que participaron varios oradores. En su turno Larry Kramer centró su discurso en acciones para luchar contra el sida. Criticó la labor de la organización Gay Men's Health Crisis (GMHC), a la que consideraba políticamente inoperante. Kramer había sido cofundador de GMHC pero había dimitido del consejo administrativo en 1983. Según Douglas Crimp Kramer hizo una pregunta a la audiencia: «¿Queréis iniciar una nueva organización dedicada a la acción política?» La respuesta fue un sonoro sí. Unas 300 personas se reunieron dos días más tarde para formar ACT UP.

## Acciones

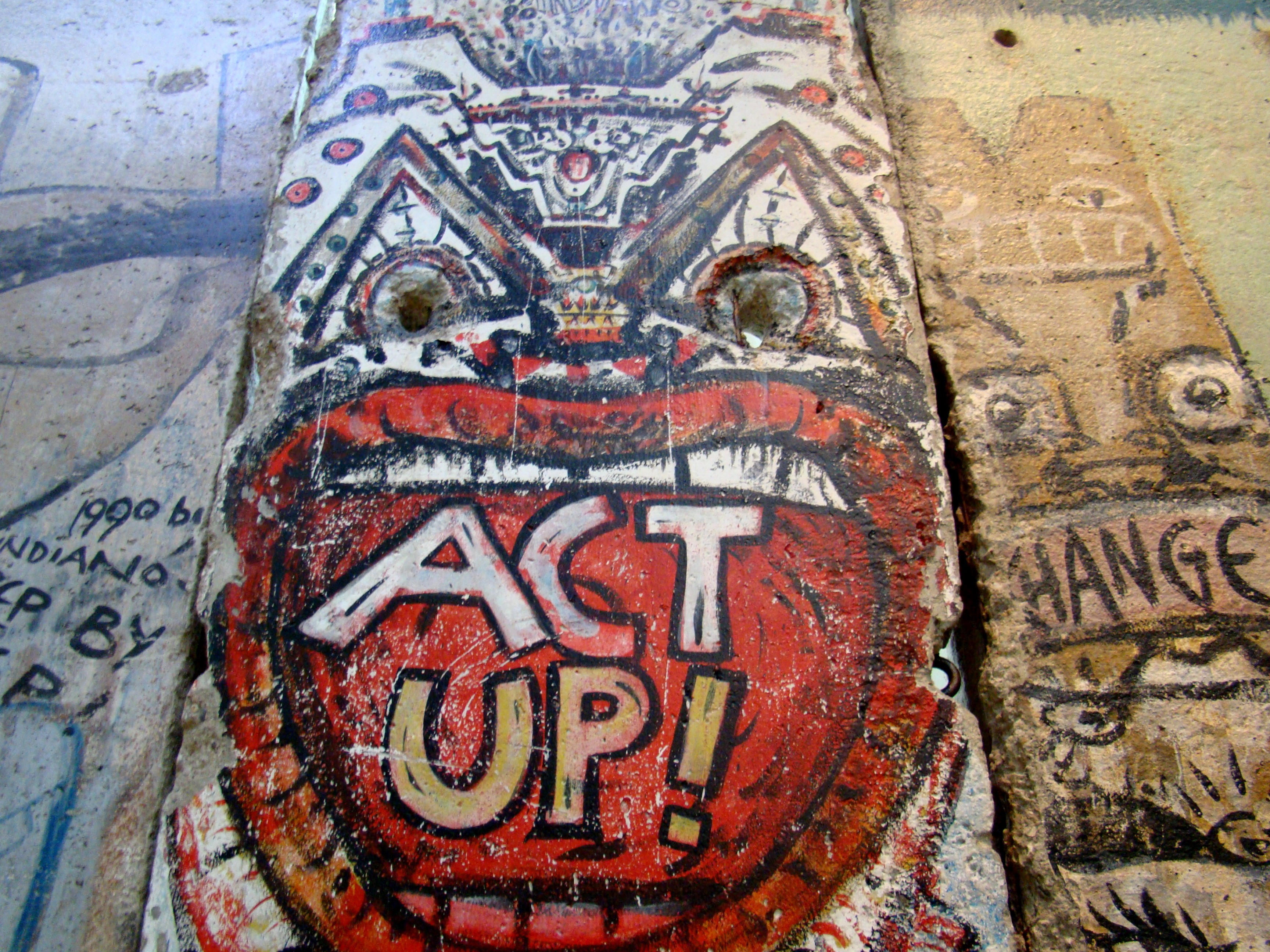
Pintada de Act Up! en fragmento del Muro de Berlín, exhibido en el Newseum de Washington.

Las acciones de ACT UP que se exponen a continuación en orden cronológico están sacados de la historia de ACT UP de Douglas y de la cápsula del tiempo de ACT UP, Nueva York.

### Wall Street
El 24 de marzo de 1987 250 miembros de ACT UP hicieron una manifestación en Wall Street y Broadway pidiendo mayor acceso a los tratamientos experimentales contra el sida y para que se coordinara una política nacional para luchar contra la enfermedad. En un artículo de opinión en el New York Times el día anterior Larry Kramer describió algunos de los principales puntos de preocupación para ACT UP. Diecisiete miembros de ACT UP fueron arrestados durante este acto de desobediencia civil.
El 24 de marzo de 1988 ACT UP volvió a Wall Street en una gran manifestación en la que fueron arrestados más de 100 manifestantes.
El 14 de septiembre de 1989 siete miembros de ACT UP se colaron en la Bolsa de Nueva York y se encadenaron al balcón principal para protestar por los altos precios que tenía la única droga aprobada en ese momento contra el sida, el AZT. Desplegaron una pancarta que decía «SELL WELLCOME» (Vended Wellcome) en referencia a la farmacéutica que vendía el AZT, Burroughs Wellcome, que había fijado un precio de unos 10.000 $ por el tratamiento de un paciente al año, fuera del alcance de la mayoría de las personas seropositivas al HIV. Varios días después de la manifestación Burroughs Wellcome bajó el precio del AZT a 6.400 $ por paciente al año.

### FDA
En 1987 ACT-UP realizó una de sus manifestaciones con más éxito (tanto en términos de tamaño como de cobertura en los medios de comunicación estadounidenses) al conseguir cerrar la Food & Drug Administration (Administración para las drogas y alimentos, FDA) durante todo un día. Se comparó la asistencia a la manifestación con las de las manifestaciones contra la guerra de Vietnam.

### General Post Office

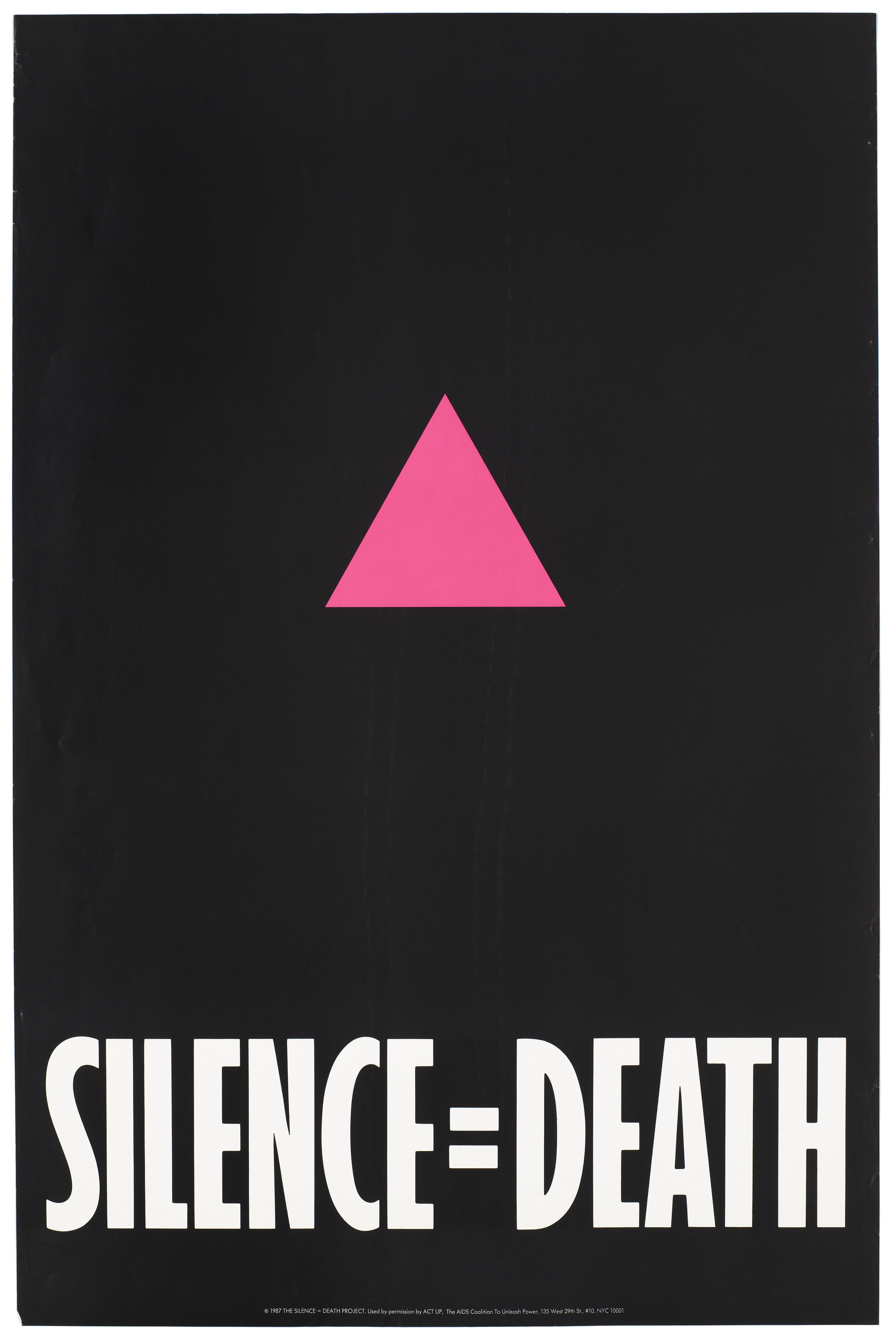
El póster Silencio = Muerte con el triángulo rosa creado por el colectivo Silence=Death Project, usado también por ACT UP como símbolo de lucha contra el sida.

ACT UP dirigió su siguiente acción hacia la oficina general de correos de la ciudad de Nueva York el 15 de abril de 1987, captando así la atención de toda la gente que iba a enviar su declaración de impuestos en el último día de plazo. Este acto fue el inicio de la famosa combinación de ACT UP «Silencio = Muerte», inscrito en un póster con triángulo rosa invertido sobre fondo negro. Douglas Crimp destacó la habilidad de ACT UP al organizar esta manifestación, ya que es tradicional que todas las televisiones estadounidenses cubrir de forma habitual el último día para presentar los impuestos, y así se aseguraron una gran difusión de su mensaje.

### RevistaCosmopolitan
En enero de 1988 la revista Cosmopolitan publicó un artículo del psiquiatra Robert E. Gould titulado «Tranquilizando sobre las noticias del sida: Un doctor dice por qué no estarías en peligro.» La tesis principal del artíclo era que en el coito vaginal sin protección entre un hombre y una mujer con «genitales sanos» el riesgo de transmisión del VIH era despreciable, incluso si el varón estaba infectado. Varias mujeres de ACT UP tuvieron una reunión con el Dr. Gould y le cuestionaron en persona varios hechos erróneos (por ejemplo que la transmisión pene-vagina fuera imposible), su falta de rigor científico y en la publicación (sin revisión por pares, sin información bibliográfica, no aclarar que se trataba de un psiquiatra y no un médico practicante de medicina interna, y por ello le reclamaron una retractación y una disculpa. Cuando se negó decidieron que, en palabras de Maria Maggenti, «tenían que cerrar Cosmo». Según los que implicados en la organización de la acción, destacó que fue la primera vez que las mujeres de ACT UP se organizaron por separado. Además la acción fue filmada, con su preparación y consecuencias en un corto en vídeo titulado: «El doctor, los mentirosos, y las mujeres: Los activistas contra el sida dicen no a Cosmo.» La acción consistió en una protesta de unas 150 activistas frente al edificio Hearst (la empresa propietaria de Cosmopolitan) gritando «¡Di no a Cosmo!» y portando carteles con el lema «Sí, las chicas Cosmo pueden coger el sida.» Aunque no se produjeron arrestos por la protesta consiguió un gran difusión en las televisiones y que la polémica rodeara al artículo. En los programas como el de Phil Donahue, Nightline, y un programa local titulado "People Are Talking" (la gente habla) se mantuvieron discusiones sobre el artículo. En este último dos mujeres, Chris Norwood y Denise Ribble tomaron el plató después de que el moderador, Richard Bey, cortara a Norwood durante un intercambio de opiniones sobre si las mujeres heterosexuales corrían riesgo frente al sida. Parte de todas estas apariciones se introdujeron editadas en el cortometraje El doctor, los mentirosos y las mujeres. Cosmopolitan al final publicó una retractación parcial del contenido del artículo.

### Contra la iglesia
En diciembre de 1989 unos 4500 manifestantes se presentaron en la catedral de San Patricio de Nueva York durante la misa protestando contra la posición pública de la Archidiócesis católica de Nueva York en contra de la educación sexual contra el sida y la distribución de condón, además de su oposición al aborto. Fueron arrestados ciento once manifestantes.  Poco después de la protesta, Larry Kramer, Robert Garcia, Ann Northrop, Mark Harrington, y Peter Staley apareció en un panel de televisión para hablar sobre la protesta, donde a menudo se enfrentaron a preguntas hostiles de la audiencia. Camille Paglia escribió en diciembre de 2008 en una columna de Salon que uno de los manifestantes profanó una hostia consagrada, un acto considerado una blasfemia para los católicos. El documental de Robert Hilferty sobre la protesta, Stop the Church (Parad a la iglesia), fue emitido originalmente por la PBS.

### Manifestación en el NIH
En mayo de 1990 ACT UP organizó una manifestación con coreografía en el campus del National Institutes of Health (Instituto nacional de salud, NIH). Según Kramer fue su mejor manifestación, pero fue casi completamente ignorada por los medios de comunicación porque coincidión con un gran incendio en Washington D. C. que la eclipsó.

### Día de la desesperación
El 22 de enero de 1991, durante la Operación Tormenta del Desierto, John Weir junto a otros dos activistas de ACT UP irrumpieron en el estudio de CBS Evening News cuando empezaba su emisión. Corearon a gritos «El sida es noticia. ¡Luchad contra el sida no contra los árabes!» eclipsando al presentador Dan Rather antes de que cortaran la emisión. La misma noche ACT UP se manifestó en los estudios de MacNeil/Lehrer Newshour. Al día siguiente varios activistas desplegaron pancartas en la Terminal Grand Central que decían «Dinero para el sida, no para la guerra» y «Una muerte por sida cada 8 minutos.» Una de las pancartas fue desplegada frente al panel de horarios de trenes y la otra fue atada a globos de helio para que se elevara en el techo de la estación. Estas acciones formaron parte de una protesta coordinada denominada Día de la desesperación.

### Escuelas de Seattle
En diciembre de 1991 la división de ACT UP en Seattle distribuyó unos 500 equipos para el sexo en los colegios de secundaria de seguro. Los paquetes contenían un panfleto titulado Como follar seguro ilustrado con fotografías que incluían a dos hombres practicando una felación. En la siguiente legislatura el estado de Washington se aprobó una ley que consideraba corrupción de menores distribuir material sexualmente explícito entre menores de edad.

## Boston y Nueva Inglaterra
En enero de 1988 ACT UP Boston realizó su primera protesta frente a las oficinas del Departamento de Salud y Servicios Sociales de Boston denunciando los retrasos y la burocracia en la aprobación de los medicamentos de tratamiento contra el sida. Entre las acciones de ACT UP/Boston se incluyeron la demanda de una política nacional sobre el sida compasiva y comprensiva, un proyecto de emergencia nacional contra el sida, intensificación en la realización de pruebas de sida e investigación y que se creara un programa de educación sobre el sida a escala nacional. La organización proporcionó orientación a los estudiantes de primer año de la escuela de medicina, negoció con éxito con las principales empresas farmacéuticas, influyó en las políticas nacionales y estatales sobre el sida, presionó a las aseguradoras médicas para que proporcionaran cobertura a las personas afectadas por el sida, contribuyó en el comité de Massachusetts que creó el primer registro en línea de tratamientos del sida, distribuyó información y condones en la congregación del cardenal católico Bernard Francis Law en la Catedral de la Santa Cruz de Boston, y consiguió que la pentamidina fuera accesible en Nueva Inglaterra.

## Estructura de ACT UP

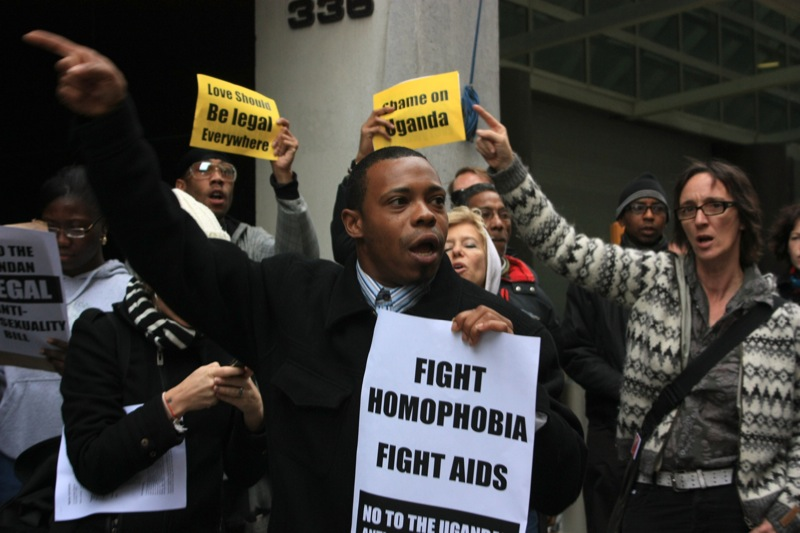
Manifestantes de ACT UP en Nueva York contra la ley contra homosexualidad de Uganda.

ACT UP se organizó como una red anarquista y sin líderes. Según la describió Larry Kramer era una organización democrática, incluso demasiado. Se estructuraba en comités y cada comité informaban a la coordinadora de comités una vez a la semana. Las acciones y las propuestas generalmente se llevaban a la coordinadora de comités para que se votaran, aunque no era obligatorio. En la práctica no era ni puramente anarquista ni democrática. Bordowitz y otros admiten que de hecho algunos miembros eran capaces de comunicar e imponer sus ideas con mayor efectividad que los demás. A Larry Kramer a menudo se le calificó como el primer «líder» de ACT UP. Aunque los liderazgos cambiaban con frecuencia.
- Algunos de los comités de los que constaba eran:
  - Comité de acciones
  - Comité de finanzas
  - Comité de ayudas
  - Comité de Tratamientos y datos
  - Comité de medios
  - Comité Gráfico
  - Comité de vivienda

Junto a los comités ACT UP New York dependía de los «grupos de afinidad». Estos grupos a menudo no tenían una estructura formal, y se organizaban en torno a un tema específico o por conexiones personales, a menudo dentro de un comité, organizando acciones menores y realizando labor de apoyo entre los miembros.

### Independencia institucional
ACT UP tuvo muy pronto un debate sobre si registrase como una organización sin ánimo de lucro, según el 501 c, para conseguir que los que contribuyeran pudieran desgravarse impuestos. Pero finalmente se decidió rechazar esta medida, porque como dijo Maria Maggenti: «no querían tener que ver nada con el gobierno». Esta actitud caracterizó al grupo desde el principio, y posteriormente originó que se escindieran en dos, aquellos que querían permanecer totalmente independientes y aquellos que consideraban que podían aprovechar las oportunidades para alcanzar compromisos y progresar entrando a formar parte de las instituciones y el sistema contra el que luchaban.

## Escisión
ACT UP fue muy prolífico y ciertamente efectivo en su momento cumbre, pero tuvo muchas tensiones internas sobre cual debía ser el rumbo y como afrontar la crisis del sida. Tras la acción en el NIH estas tensiones se intensificaron hasta que se produjo la escisión entre el comité de Acciones y el comité de Tratamientos y datos, que se refundó como Treatment Action Group (grupo acción de tratamiento, TAG).
Housing Works, la mayor organización de Nueva York de asistencia sanitaria y el sida, que trabaja para que se globalicen los tratamientos del sida, desciende directamente de ACT UP.